# Ruben Guerreiro
Rúben António Almeida Guerreiro (Montijo, 6 de julio de 1994) es un ciclista profesional portugués que desde 2023 corre para el equipo español Movistar Team.

## Palmarés
2014
- Vuelta a Portugal del Futuro, más 1 etapa

2015
- Gran Premio Liberty Seguros, más 1 etapa

2016
- Gran Premio Palio del Recioto

2017
- Campeonato de Portugal en Ruta

2020
- 1 etapa del Giro de Italia,[1] más clasificación de la montaña

2022
- Mont Ventoux Dénivelé Challenge

2023
- Tour de Arabia Saudita, más 1 etapa

## Resultados en Grandes Vueltas y Campeonatos del Mundo
| Carrera         | Carrera         | 2015 | 2016 | 2017 | 2018 | 2019 | 2020 | 2021 | 2022 | 2023 | 2024 |
| --------------- | --------------- | ---- | ---- | ---- | ---- | ---- | ---- | ---- | ---- | ---- | ---- |
|                 | Giro de Italia  | —    | —    | —    | —    | —    | 33.º | Ab.  | —    | —    | —    |
|                 | Tour de Francia | —    | —    | —    | —    | —    | —    | 18.º | Ab.  | Ab.  | —    |
|                 | Vuelta a España | —    | —    | —    | —    | 17.º | —    | —    | —    | Ab.  | —    |
| Mundial en Ruta | Mundial en Ruta | —    | —    | —    | Ab.  | Ab.  | Ab.  | —    | —    | Ab.  | —    |

—: no participa

Ab.: abandono

## Equipos
- Axeon (2015-2016)
  - Axeon Cycling Team (2015)
  - Axeon Hagens Berman (2016)
- Trek-Segafredo (2017-2018)
- Team Katusha-Alpecin[2] (2019)
- EF Education First[3] (2020-2022)
  - EF Pro Cycling (2020)
  - EF Education-NIPPO (2021)
  - EF Education-EasyPost (2022)
- Movistar Team (2023-)